# 博物館法
博物館法（はくぶつかんほう、昭和26年12月1日法律第285号）は、博物館の設置や運営に関する日本の法律である。
1951年（昭和26年）12月1日に公布され、1952年3月1日に施行された。法令番号は昭和26年法律第285号。
博物館が公共的であるように、学芸員の配置や年間開館日数に基づく登録制度を定めている。2018年時点で日本にある博物館5738館のうち登録博物館は914館にとどまる。

## 目的
博物館法は、社会教育法（昭和24年法律第207号）の精神に基き、博物館の設置及び運営に関して必要な事項を定め、その健全な発達を図り、もって国民の教育と文化の発展に寄与することを目的とする（第1条）。

## 定義等
この法律において「博物館」とは、第2条第1項によると、歴史、芸術、民俗、産業、自然科学等に関する資料を収集し、保管（育成を含む。）し、展示して教育的配慮の下に一般公衆の利用に供し、その教養、調査研究、レクリエーション等に資するために必要な事業を行い、あわせてこれらの資料に関する調査研究をすることを目的とする機関（社会教育法による公民館及び図書館法（昭和25年法律第118号）による図書館を除く。）のうち、同法第二章の規定による登録を受けたものをいうとされている。 
2022年公布(2023年施行)の改正により、現在は設置者についての規定は同法に存在しないが、改正以前は地方公共団体、一般社団法人若しくは一般財団法人、宗教法人又は政令で定めるその他の法人（日本赤十字社及び日本放送協会）のみが博物館を設置できるとされていた。 
公立博物館及び私立博物館の別については、地方公共団体または地方独立行政法人の設置する博物館を公立博物館といい、それら以外の博物館を私立博物館という（第2条第2項）。
公立博物館と私立博物館の双方とも、所管地域の教育委員会の登録を受けることによって「博物館法上の博物館」となる。これを「登録博物館」と呼ぶ。また、登録博物館ではないが、それに相当する施設として教育委員会の指定を受けた博物館を現在は「指定施設」と呼び、法改正以前は「博物館相当施設」と呼ばれていた。この両者については博物館法に規定がある。
なお、「登録博物館」「指定施設」以外の博物館は、博物館法の適用を受けない。これら法定外の博物館は、文部科学省の統計などで「博物館類似施設」と呼ばれている。一般的にいう博物館は、登録博物館、指定施設、博物館類似施設を併せたものである。

## 構成
全5章、30条と附則で構成。
- 第1章 - 総則（第1条-第10条）
- 第2章 - 登録（第11条-第22条）
- 第3章 - 公立博物館（第23条-第28条）
- 第4章 - 私立博物館（第29条・第30条）
- 第5章 - 博物館に相当する施設（第31条）
- 附則

## 沿革
- 1951年12月1日：公布（1952年3月1日：施行）
- 1955年7月：改正法公布
- 2008年6月：改正法公布
- 2022年4月：改正法公布

## 資格
博物館法およびその下級法令等において定められている資格は、次の通りである。
- 学芸員となる資格
- 学芸員補となる資格

## 関連法令等
- 博物館法
  - 博物館法施行令
    - 博物館法施行規則
      - 公立博物館の設置及び運営上の望ましい基準（平成15年文部科学省告示第113号）
      - 私立博物館における青少年に対する学習機会の充実に関する基準（平成9年文部省告示第54号）
      - 学芸員補の職に相当する職等の指定（平成8年文部省告示第151号）
      - 学芸員の試験認定の試験科目についての試験を免除する講習等の指定（平成8年文部科学省告示第150号）

- 社会教育法
  - 社会教育法施行令
    - 社会教育主事講習等規定
- 図書館法

- 学校教育法
- 学校図書館法

- 地方教育行政の組織及び運営に関する法律
- 生涯学習の振興のための施策の推進体制等の整備に関する法律
- 教育基本法